# Gouverneur-Insel
Die Gouverneur-Insel (französisch Île du Gouverneur) ist eine niedrige Felseninsel vor der Küste des ostantarktischen Adélielands. Sie liegt 1,8 m westsüdwestlich der Pétrel-Insel und 4 km östlich des Kap Géodésie im Géologie-Archipel.
Luftaufnahmen der Insel entstanden bei der US-amerikanischen Operation Highjump (1946–1947). Französische Wissenschaftler kartierten sie im Verlauf einer von 1949 bis 1951 dauernden Forschungsreise. Namensgebend war der Umstand, dass Expeditionsleiter André-Frank Liotard (1905–1982), nachdem er als Erster auf dieser Insel ein Lager aufgeschlagen hatte, den Ehrentitel eines Gouverneurs innehatte.
Im Nordosten der Insel befindet sich die Bucht Baie des Tempêtes.